# Spodophagus lepidopterae
Spodophagus lepidopterae är en stekelart som först beskrevs av Jean Risbec 1952.  Spodophagus lepidopterae ingår i släktet Spodophagus och familjen puppglanssteklar. Inga underarter finns listade i Catalogue of Life.